# Jacquelyn Mayer
Jacquelyn Jeanne "Jackie" Mayer, née le 20 août 1942 à Sandusky, dans l'Ohio aux États-Unis, est couronnée Miss Vacationland (en) 1962, Miss Ohio (en) 1962, puis Miss America 1963.

### Source de la traduction
- (en) Cet article est partiellement ou en totalité issu de l’article de Wikipédia en anglais intitulé « Jacquelyn Mayer » (voir la liste des auteurs).